# Хорна Штубња
Хорна Штубња (слч. Horná Štubňa) насељено је мјесто са административним статусом сеоске општине (слч. obec) у округу Турчјанске Тјеплице, у Жилинском крају, Словачка Република.

## Становништво
| Година:    | 1994. | 2004.   | 2014.   | 2024.   |
| ---------- | ----- | ------- | ------- | ------- |
| Број људи: | 1578  | 1610    | 1632    | 1627    |
| Разлика:   |       | +2,02 % | +1,36 % | -0,30 % |

| Година:    | 2023. | 2024.   |
| ---------- | ----- | ------- |
| Број људи: | 1628  | 1627    |
| Разлика:   |       | -0,06 % |

Према подацима о броју становника из 2011. године насеље је имало 1.605 становника.